# Sint-Jozefkerk (Hillegom)
De Sint-Jozefkerk is een voormalige rooms-katholieke kerk in Hillegom.

## Geschiedenis
Onder invloed van de steeds uitbreidende bloembollencultuur groeide de Hillegomse bevolking sterk aan het begin van de twintigste eeuw. De reeds bestaande St.Martinusparochie kon het grote aantal gelovigen niet meer verwerken en er ontstond behoefte aan een tweede parochie binnen de gemeente. Dit werd de St.Jozefparochie, die in september 1915 werd gesticht. Gedurende de eerste jaren werd een verbouwde bollenschuur als noodkerk gebruikt.
In 1925 werden plannen voor een nieuwe kerk en pastorie gemaakt en geld geleend om dit te kunnen realiseren. Als architect werd de landelijk bekende Jan Stuyt aangetrokken. De kerk werd tussen 1925 en 1927 gebouwd voor een bedrag van 152.850 gulden. Om kosten te besparen werd de kerk 1,5 meter lager gebouwd dan het oorspronkelijke ontwerp. Op 19 maart 1927, de dag van het hoogfeest van Sint-Jozef, werd de kerk ingewijd. Het naastgelegen Theresiahuis en de Sint-Jozefschool werden eveneens door Stuyt ontworpen.
Vanaf de jaren 1970 liep het kerkbezoek terug en de beide parochies van Hillegom werden daarom in de jaren 1990 weer samengevoegd. Er werd besloten dat de Sint-Jozefkerk overbodig was, waarop de kerk in september 2009 werd gesloten. De in juni 2009 opgerichte “Vereniging Instandhouding Jozefkerk en Pastorie” maakte zich sterk voor het behoud van de Jozefkerk en de naastgelegen pastorie. De kerk stond vervolgens jaren leeg, tot de voedselbank er gebruik van mocht maken. In 2019 werd bekend dat de kerk wordt verbouwd tot woningen voor 26 mensen die psychogeriatrische zorg behoeven, door deze ontwikkeling en de andere ontwikkelingen op het terrein kan de kerk behouden blijven. Daarnaast worden ook een deel van de omliggende gebouwen behouden en wordt er tevens een openbaar park ingericht, het Jozefpark. Tijdens de verbouwing zijn er bouwfouten gemaakt, waardoor sloop zou dreigen.

## De kerk
Stuyt ontwierp een driebeukige kruiskerk in neoromaanse stijl. Het schip telt vier traveeën, gevolgd door het transept, waarachter de enkele travee van het priesterkoor staat. Aan de linkerzijde staat naast de tweede travee de toren met ingesnoerde spits. De kerk is op het oosten georiënteerd.
Het schip van de kerk wordt overdekt door kruisribgewelven. Kunstenaar Willem Wiegmans maakte de glas-in-loodramen in beide transepten, het altaar en de muurschilderingen boven het altaar. De kruiswegstaties zijn afkomstig uit de in 1939 afgebroken Sint-Catharinakerk in Amsterdam.
De eerste jaren werd er een klein orgel geleend, maar tussen 1932 en 1933 werd door de bekende firma Adema een echt kerkorgel gebouwd. Tijdens de oorlogsjaren 1940 - 1945 werden de beide kerkklokken door de Duitsers gevorderd om te worden omgesmolten. Deze werden in 1946 weer vervangen door twee nieuwe klokken die in Engeland waren gekocht.
Na de oorlog bleek het gebouw te klein voor alle parochianen en in 1950 werd de kerk vergroot, waarmee er 200 nieuwe zitplaatsen bij kwamen. In 1962 werd het koor vergroot, waarbij tevens de muurschilderingen van Wiegmans verdwenen.

## Afbeeldingen

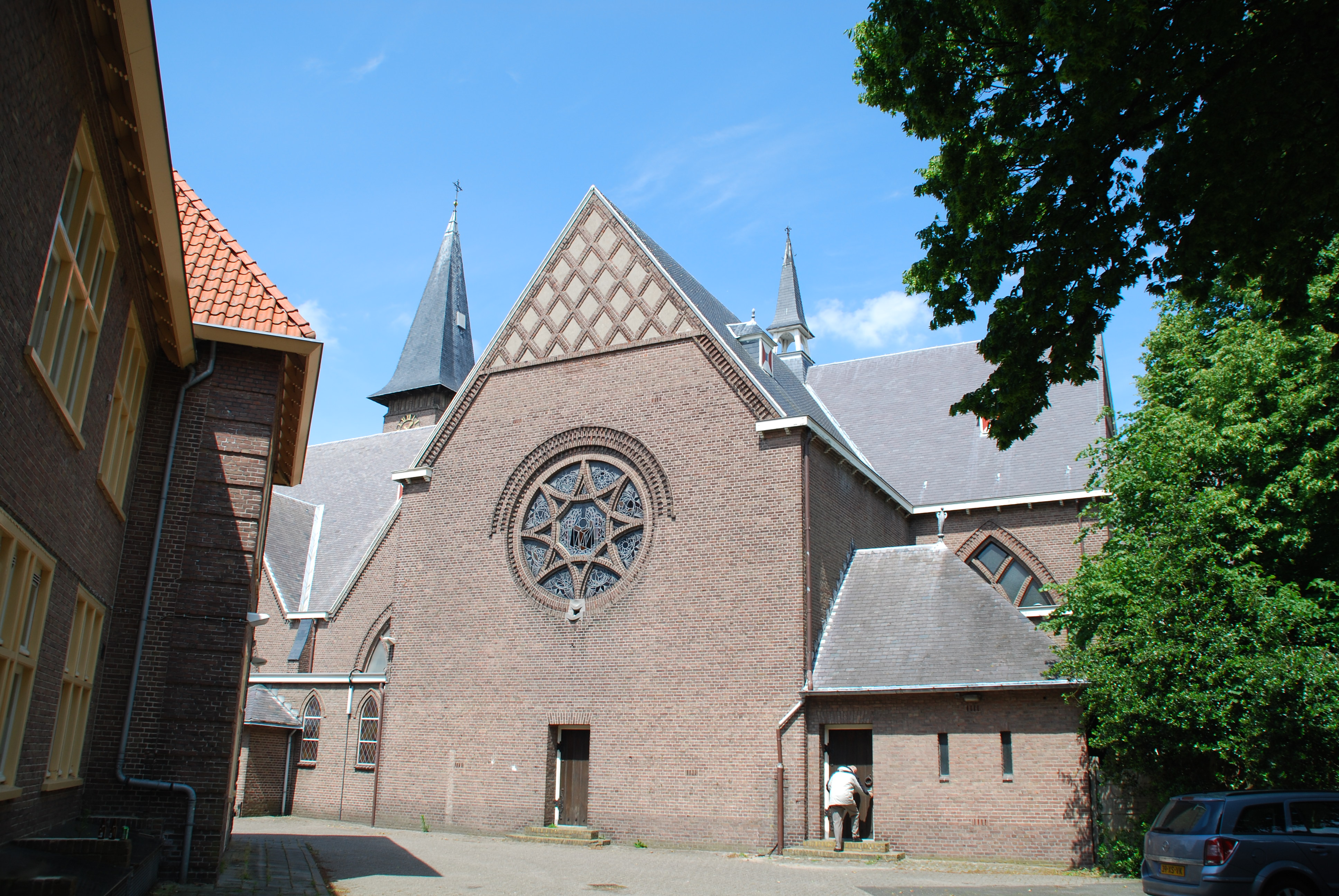
Transept
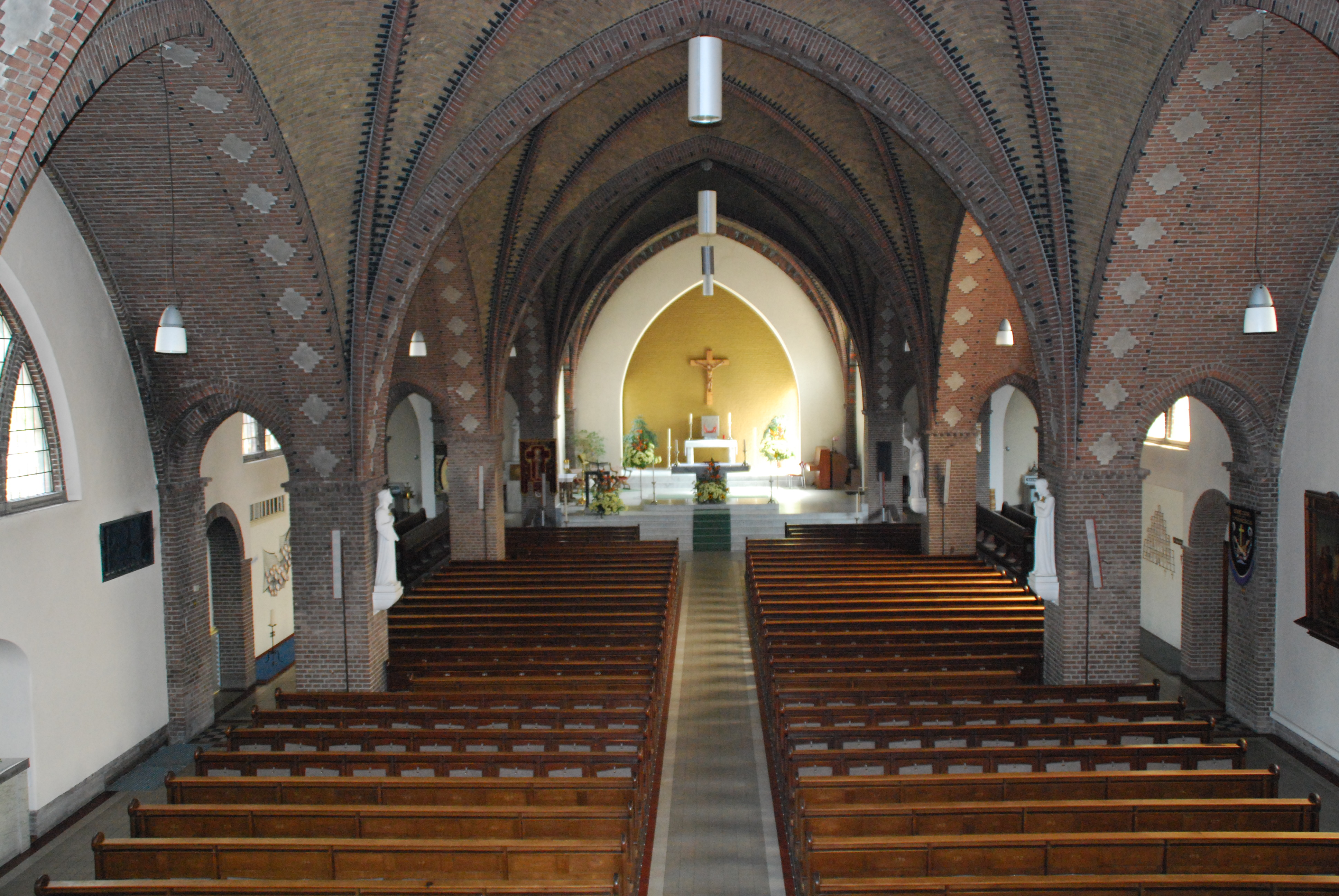
Interieur
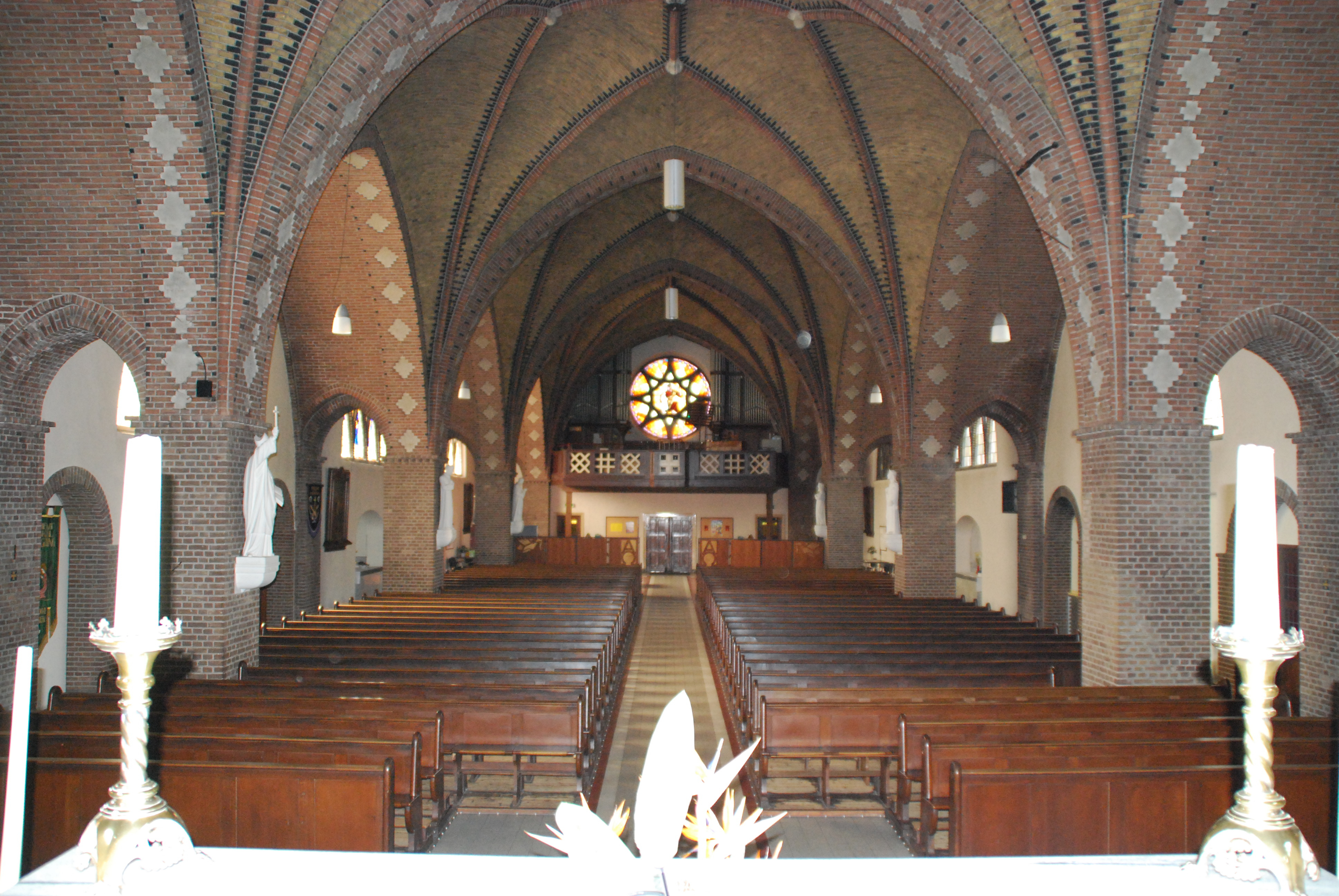
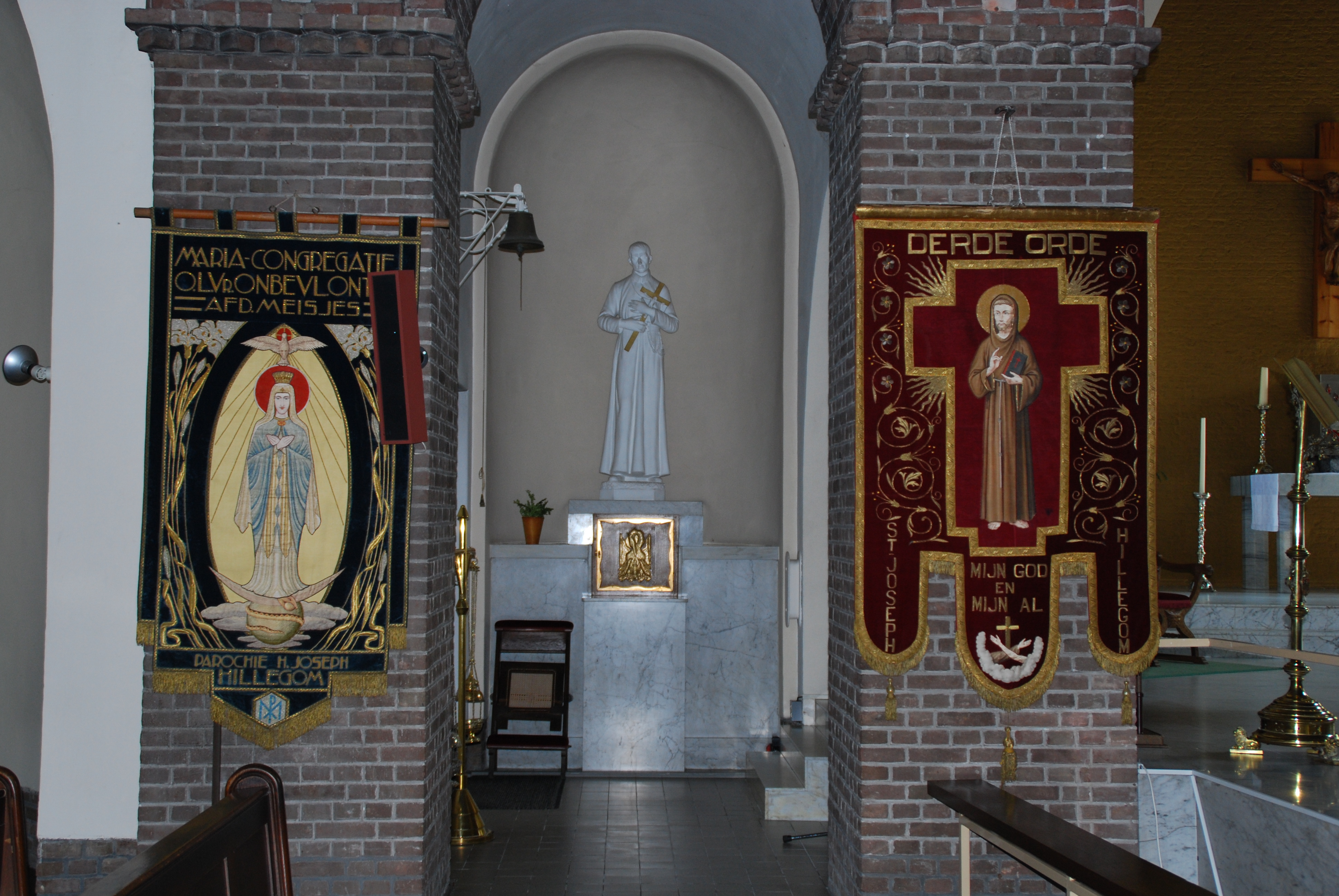